# Kevin Duhaney
Kevin Duhaney (Whitby, 2 giugno 1984) è un attore e doppiatore canadese naturalizzato statunitense.
Il suo ruolo più importante è quello del Blue Dino Ranger in Power Rangers Dino Thunder.
Attualmente risiede a Los Angeles, mentre lavora a Toronto.

## Filmografia

### Cinema
- Half Baked, regia di Tamra Davis (1998)
- Blind Faith, regia di Ernest Dickerson (1998)
- Down in the Delta, regia di Maya Angelou (1998)
- Treed Murray, regia di William Phillips (2001)
- Honey, regia di Bille Woodruff (2003)
- Four Brothers - Quattro fratelli (Four Brothers), regia di John Singleton (2005)
- Al ritmo del ballo (How She Move), regia di Ian Iqbal Rashid (2007)
- Animal 2, regia di Ryan Combs (2008)

### Televisione
- E.N.G. - Presa diretta (E.N.G.) - serie TV, episodi 1x7 (1989)
- Johnny & Clyde: amici in mezzo ai guai (Johnny & Clyde), regia di William Bindley - film TV (1995)
- In His Father's Shoes, regia di Vic Sarin - film TV (1997)
- Le avventure di Ghostwriter (The New Ghostwriter Mysteries) - serie TV, episodi 1x12-1x13 (1997)
- Ricominciare ad amare (Family Blessings), regia di Nina Foch e Deborah Raffin - film TV (1998)
- Penny's Odyssey, regia di Alan Goluboff - film TV (1999)
- Il famoso Jett Jackson (The Famous Jett Jackson) - serie TV, episodi 2x12 (1999)
- Hendrix, regia di Leon Ichaso - film TV (2000)
- The Wonderful World of Disney - serie TV, episodi 4x4 (2000)
- Twice in a Lifetime - serie TV, episodi 2x18 (2001)
- A proposito di Eddie (Tru Confessions), regia di Paul Hoen - film TV (2002)
- Conviction, regia di Kevin Rodney Sullivan - film TV (2002)
- Una coppia perfetta (Profoundly Normal), regia di Graeme Clifford - film TV (2003)
- Crown Heights, regia di Jeremy Kagan - film TV (2004)
- Power Rangers Dino Thunder - serie TV, 38 episodi (2004)
- Power Rangers S.P.D. - serie TV, episodi 1x32-1x38 (2005)
- The Bridge - serie TV, episodi 1x6 (2010)
- Looped - È sempre lunedì - serie d'animazione, 26 episodi (2014-2016)